# Храм Усекновения Главы Иоанна Предтечи, что на Малой Лубянке
Храм Усекновения Главы Иоанна Предтечи, что на Малой Лубянке — утраченный православный храм в Москве, находившийся на улице Малая Лубянка в Белом городе. Разрушен коммунистами в 1931 году.

## История

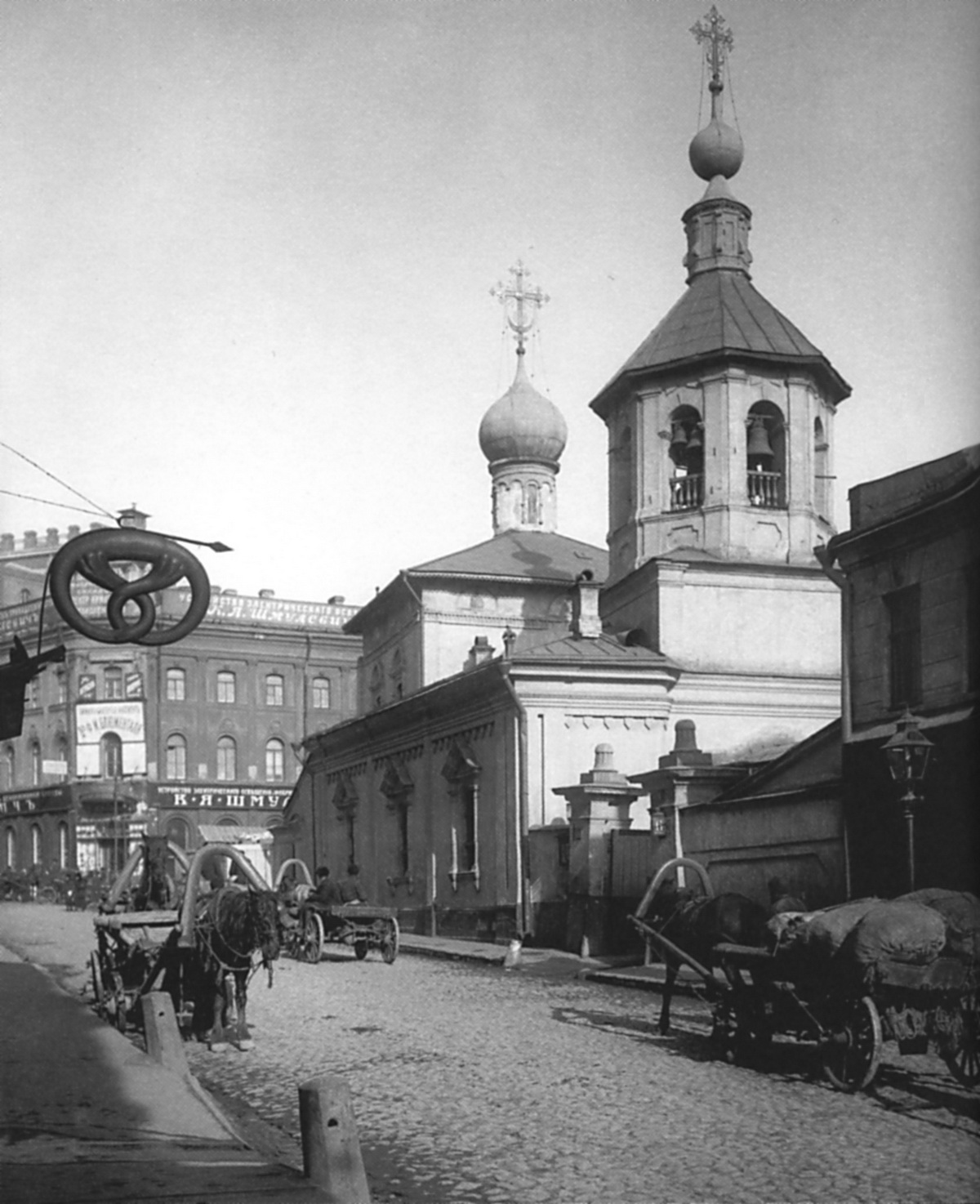
Церковь Иоанна Предтечи (вид с северо-запада). Около 1910 г.

Церковь в честь Иоанна Крестителя на этом месте документально известна с 1620 года. Храм неоднократно перестраивался. Последняя по времени одноглавая каменная церковь возведена в 1643. Трапезная перестроена в 1862. Приделы Иоанна Богослова (левый) и Николая Чудотворца (правый). Колокольня построена в 1740-х годах.
До конца XV века улица Малая Лубянка начиналась от Лубянской площади. Ныне несуществующий участок между площадью и современным Фуркасовским переулком назывался Предтеченским переулком — по имени церкви Иоанна Предтечи.
Церковь закрыта в 1929 году, сломана в 1931. Это место позже в середине 1930-х было занято зданием, в котором в своё время располагалось КГБ СССР, а ныне — ФСБ РФ.